# François de Rugy

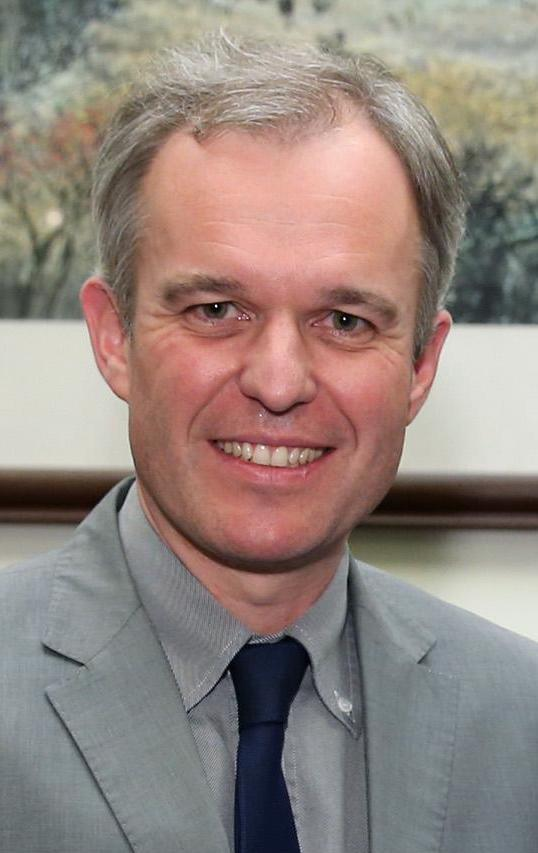
François de Rugy (2016).

François Henri Goullet de Rugy (Nantes, 6 december 1973) is een Frans politicus.

## Levensloop
Na het doorlopen van de middelbare school aan het Lycée Gabriel-Guist'hau in Nantes, studeerde François de Rugy aan het Institut d'études politiques de Paris en behaalde er zijn diploma in 1995. In 1991 werd hij lid van de partij Génération écologie, die hij verkoos boven Les Verts (De Groenen). In 1994 verliet hij deze partij en stichtte Association Écologie 44. In 1997 werd hij alsnog lid van Les Verts.
In mei 1997 was De Rugy kandidaat bij de lokale verkiezingen in Nantes, die hij verloor van toenmalig burgemeester Jean-Marc Ayrault. Hij werd secretaris-generaal van de parlementaire groep Groupe radical, citoyen et vert (RCV), waar een aantal parlementsleden van kleine linkse formaties toe behoorden. In 2001 werd hij gemeenteraadslid en wethouder van Nantes, wat hij bleef tot 2008. Tussen 2008 en 2014 was hij gemeenteraadslid in Orvault.

### Nationale politiek
Bij de nationale parlementsverkiezingen van 2007 sloot De Rugy een akkoord met de Parti socialiste (PS) en werd met 52% van de stemmen verkozen in de Nationale Vergadering (Assemblée nationale). Hij behoorde tot de groep Gauche démocrate et républicaine. Nadat hij bij de verkiezingen van 2012 met 59% van de stemmen herkozen was als parlementslid, werd hij covoorzitter van de ecologische fractie, afwisselend met Barbara Pompili. Les Verts was sinds 2010 hernoemd naar Europe Écologie-Les Verts (EELV).
In 2015 verliet De Rugy zijn partij, die hij te sterk naar links vond evolueren. Hij stichtte vervolgens mede de politieke alliantie Union des démocrates et écologistes, die zich centrumlinks situeerde. Binnen dit verband richtte hij in september 2015 de partij Écologistes ! op, die in 2016 hernoemd werd naar de Parti écologiste.
Als covoorzitter van de ecologische parlementaire groep was De Rugy in oktober 2015 opgevolgd door Cécile Duflot, maar in maart 2016 hernam hij de functie kortstondig toen Barbara Pompili tot minister was benoemd. In mei 2016 werd De Rugy vervolgens aangesteld als ondervoorzitter van de Nationale Vergadering. Twee dagen daarna verliet hij, samen met vijf andere groene parlementsleden, zijn parlementaire groep om aan te sluiten bij Socialiste, écologiste et républicain.
De Rugy stelde zich in 2017 kandidaat bij de Franse presidentsverkiezingen, maar bleef in de socialistische voorverkiezingen ver achter op de verkozen Benoît Hamon. Hoewel hij aanvankelijk verklaard had de socialistische presidentskandidaat te zullen steunen, trok De Rugy die belofte na de zege van Hamon in en steunde in plaats daarvan Emmanuel Macron. Namens de partij van Macron, La République en marche !, trad De Rugy twee maanden later aan bij de parlementsverkiezingen, waar hij met 66,14 % van de stemmen herkozen werd voor een derde termijn als parlementariër. Hij liet onmiddellijk weten dat hij zich, op basis van zijn ervaring, kandidaat stelde voor het voorzitterschap van de Nationale Vergadering. Op 27 juni 2017 werd hij voorgedragen door de parlementaire groep van En Marche en met 353 stemmen verkozen tot voorzitter. Hij bekleedde deze functie tot september 2018, toen hij Nicolas Hulot verving als minister van staat van Milieu en Ecologische Ontwikkeling in de regering-Philippe II.
In juli 2019 stapte De Rugy op als minister, nadat nieuwswebsite Mediapart onthulde dat hij tienduizenden euro's aan publiek geld besteed had aan privézaken, waaronder luxediners en de renovatie van zijn appartement. Een maand na zijn aftreden keerde De Rugy terug als parlementslid.

### Persoonlijk
François de Rugy is de zoon van Dominique Goullet de Rugy en Maryvonne Fritz, beiden leerkracht. Hij heeft een broer en een zus. Zijn zus, Anne de Rugy, is ook politiek actief en was namens Les Verts onder meer wethouder in het 11de arrondissement van Parijs (2001–2008).
De Rugy is gescheiden van Emmanuelle Bouchaud, met wie hij twee kinderen heeft. Zij is journalist en lid van de Regionale raad voor de Loirestreek voor het Front démocrate.
De familie Goullet de Rugy, afkomstig uit Lotharingen, werd in 1765 geadeld en in 1945 aangenomen als lid van de Association d'entraide de la noblesse française.

## Publicaties
- À quoi peut bien servir un député écolo, Les Petits matins, 2012, ISBN 9782363830142.
- Écologie ou gauchisme, il faut choisir, L’Archipel, 2015, ISBN 978-2809815719.

## Voetnoten
1. ↑   https://www.francetvinfo.fr/politique/emmanuel-macron/presidentielle-l-ecologiste-francois-de-rugy-annonce-sur-franceinfo-soutenir-emmanuel-macron-au-premier-tour_2068689.html. Gearchiveerd op 15 april 2023.
2. ↑   van François de Rugy[dode link].
3. ↑   Association d'entraide de la noblesse française

- Bibliothèque nationale de France: cb16607606f (data)
- Gemeinsame Normdatei: 1078330646
- International Standard Name Identifier: 0000 0003 7117 2160
- Library of Congress Control Number: n2012076712
- Système universitaire de documentation: 164531831
- Virtual International Authority File: 250659381
- WorldCat: E39PBJm4Mv8YRJbkgGktyr7JXd